# Campeonato Paraguaio de Futebol de 2019 – Segunda Divisão
A División Intermedia do Campeonato Paraguaio de Futebol de 2019 foi a 102.ª edição da segunda divisão do futebol paraguaio e a 23.ª edição como División Intermedia. A liga que conta com a participação de 16 times é organizada pela entidade máxima do futebol no Paraguai, a Associação Paraguaia de Futebol (em espanhol: Asociación Paraguaya de Fútbol, APF). A temporada começou em 26 de abril e terminou em 17 de novembro de 2019.
O título foi definido na penúltima rodada do campeonato. O Guaireña FC foi a primeira equipe a confirmar o acesso e garantiu seu primeiro título da segunda divisão paraguaia, beneficiado pela derrota do 12 de Octubre de Itauguá para o 2 de Mayo de PJC, em Pedro Juan Caballero, por 3–1. Na penúltima rodada, o 12 de Octubre de Itauguá garantiu o vice-campeonato e também foi promovido, após vencer o R.I. 3 Corrales por 3–1, em Itauguá.
O rebaixamento à terceira divisão de 2020 começou a ser definido com três rodadas para o término da competição. O Deportivo Caaguazú foi o primeiro clube a ter o descenso confirmado, após derrota para o Rubio Ñu, em Assunção, por 2–1. E por fim a relação foi definida na última rodada: R.I. 3 Corrales e Ovetense tiveram o descenso confirmado à Tercera División.

## Regulamento
A División Intermedia foi disputada por 16 clubes no sistema de ida e volta por pontos corridos. Em cada turno, os times jogaram entre si uma única vez. Os jogos do primeiro turno foram realizados na mesma ordem no segundo turno, apenas com o mando de campo invertido. Não há campeões por turnos, sendo declarado campeão o time que obtiver o maior número de pontos após as 30 rodadas. Ao final, os dois primeiros times ascenderam para a División de Honor de 2020. Enquanto isso, os três últimos da tabela dos "promédios" foram rebaixados para a Tercera División do ano seguinte.

### Critérios de desempate
Em caso de empate por pontos entre dois clubes, os critérios de desempate foram aplicados na seguinte ordem:
1. Partida extra (somente para decidir o campeão, o acesso e o rebaixamento)
2. Melhor saldo de gols
3. Mais gols pró
4. Mais gols pró como visitante
5. Sorteio

## Participantes

### Promovidos e rebaixados da temporada anterior
Entre os novos participantes desta edição, temos os seguintes clubes: o 12 de Octubre de Itauguá (campeão da Primera División B de 2018), Atyrá FC (campeão do Campeonato Nacional de Interligas de 2017–18 como Liga Atyreña) e General Caballero de Doctor Juan León Mallorquín (campeão da Primera División B Nacional de 2018 e vencedor da repescagem pelo acesso); e os dois clubes rebaixados da Primera División de 2018: 3 de Febrero de CDE de Ciudad del Este e Independiente de CG de Assunção.

### Informações dos clubes
| Equipe              | Cidade               | Departamento     | Estádio (mando)         | Capacidade | Títulos                                      |
| ------------------- | -------------------- | ---------------- | ----------------------- | ---------- | -------------------------------------------- |
| 2 de Mayo           | Pedro Juan Caballero | Amambay          | Río Parapití            | 25 000     | 1 (2005)                                     |
| 3 de Febrero        | Ciudad del Este      | Alto Paraná      | Antonio Aranda          | 28 000     | 3 (2004, 2013, 2017)                         |
| 12 de Octubre       | Itauguá              | Central          | Luis Salinas            | 10 000     | 1 (1997)                                     |
| Atyrá               | Atyrá                | Cordillera       | San Francisco de Asís   | 10 000     | 0 (nenhum)                                   |
| Deportivo Caaguazú  | Caaguazú             | Caaguazú         | Federico Llamosas       | 07 000     | 0 (nenhum)                                   |
| Fernando de la Mora | Assunção             | Distrito Capital | Emiliano Ghezzi         | 06 000     | 1 (1930)                                     |
| Fulgencio Yegros    | Ñemby                | Central          | Parque Fulgencio Yegros | 01 000     | 0 (nenhum)                                   |
| General Caballero   | Juan León Mallorquín | Alto Paraná      | Leandro Ovelar          | 02 000     | 6 (1923, 1928, 1962, 1970, 1986, 2010)       |
| Guaireña            | Villarrica           | Guairá           | Parque del Guairá       | 12 000     | 0 (nenhum)                                   |
| Independiente       | Assunção             | Distrito Capital | Ricardo Gregor          | 03 500     | 1 (2016)                                     |
| Ovetense            | Coronel Oviedo       | Caaguazú         | Ovetenses Unidos        | 10 000     | 0 (nenhum)                                   |
| R.I. 3 Corrales     | Ciudad del Este      | Alto Paraná      | R.I. 3 Corrales         | 03 000     | 0 (nenhum)                                   |
| Resistencia         | Assunção             | Distrito Capital | Tomás Beggan Correa     | 03 500     | 4 (1966, 1975, 1980, 1998)                   |
| Rubio Ñu            | Assunção             | Distrito Capital | La Arboleda             | 08 000     | 7 (1926, 1941, 1954, 1961, 1963, 1972, 2008) |
| Sportivo Iteño      | Itá                  | Central          | Salvador Morga          | 04 500     | 0 (nenhum)                                   |
| Sportivo Trinidense | Assunção             | Distrito Capital | Martín Torres           | 03 000     | 1 (2009)                                     |

## Classificação
| Pos. | Equipes                  | P  | J  | V  | E  | D  | GP | GC | SG  | Classificação                                  |
| ---- | ------------------------ | -- | -- | -- | -- | -- | -- | -- | --- | ---------------------------------------------- |
| 1    | Guaireña FC              | 57 | 30 | 16 | 9  | 5  | 49 | 25 | 24  | Campeão; Promovido à División de Honor de 2020 |
| 2    | 12 de Octubre de Itauguá | 56 | 30 | 17 | 5  | 8  | 39 | 28 | 11  | Promovido à División de Honor de 2020          |
| 3    | 2 de Mayo de PJC         | 55 | 30 | 16 | 7  | 7  | 48 | 24 | 24  |                                                |
| 4    | Atyrá FC                 | 49 | 30 | 13 | 10 | 7  | 43 | 39 | 4   |                                                |
| 5    | Resistencia              | 45 | 30 | 12 | 9  | 9  | 48 | 42 | 6   |                                                |
| 6    | Fernando de la Mora      | 43 | 30 | 11 | 10 | 9  | 43 | 37 | 6   |                                                |
| 7    | Independiente de CG      | 41 | 30 | 11 | 8  | 11 | 37 | 36 | 1   |                                                |
| 8    | General Caballero de JLM | 41 | 30 | 10 | 11 | 9  | 41 | 42 | −1  |                                                |
| 9    | Sportivo Trinidense      | 40 | 30 | 9  | 13 | 8  | 37 | 36 | 1   |                                                |
| 10   | 3 de Febrero de CDE      | 39 | 30 | 11 | 6  | 13 | 36 | 40 | −4  |                                                |
| 11   | Sportivo Iteño           | 36 | 30 | 9  | 9  | 12 | 35 | 42 | −7  |                                                |
| 12   | Rubio Ñu                 | 35 | 30 | 9  | 8  | 13 | 32 | 39 | −7  |                                                |
| 13   | R.I. 3 Corrales          | 32 | 30 | 6  | 14 | 10 | 32 | 33 | −1  |                                                |
| 14   | Ovetense                 | 29 | 30 | 6  | 11 | 13 | 28 | 43 | −15 |                                                |
| 15   | Fulgencio Yegros         | 24 | 30 | 4  | 12 | 14 | 25 | 45 | −20 |                                                |
| 16   | Deportivo Caaguazú       | 23 | 30 | 5  | 8  | 17 | 23 | 46 | −23 |                                                |

1. 1 2  O Ovetense teve dois pontos acrescentados e o Atyrá FC perdeu um ponto.[10]
2. 1 2  O Resistencia teve três pontos acrescentados e o R.I. 3 Corrales perdeu três pontos.

## Rebaixamento
Os três times com os piores promédios foram rebaixados para a terceira divisão do ano seguinte. O promédio foi obtido com base na média de pontos acumulada por partida nas últimas três temporadas, incluída a atual. Por força do regulamento, os clubes de Assunção ou das cidades a menos de 50km da capital são rebaixadas à Primera División B, e os times do restante do país caem para a Primera División B Nacional.
| Pos. | Equipe                   | Promédio | Pts. | J  | 2017 | 2018 | 2019 | Rebaixamento                          |
| ---- | ------------------------ | -------- | ---- | -- | ---- | ---- | ---- | ------------------------------------- |
| 1    | 12 de Octubre de Itauguá | 1.866    | 56   | 30 | —    | —    | 56   |                                       |
| 2    | 2 de Mayo de PJC         | 1.683    | 101  | 60 | —    | 46   | 55   |                                       |
| 3    | Guaireña FC              | 1.655    | 149  | 90 | 40   | 50   | 59   |                                       |
| 4    | Atyrá FC                 | 1.633    | 49   | 30 | —    | —    | 49   |                                       |
| 5    | Resistencia              | 1.466    | 132  | 90 | 47   | 40   | 45   |                                       |
| 6    | Fernando de la Mora      | 1.433    | 129  | 90 | 35   | 51   | 43   |                                       |
| 7    | General Caballero de JLM | 1.366    | 41   | 30 | —    | —    | 41   |                                       |
| 8    | Independiente de CG      | 1.366    | 41   | 30 | —    | —    | 41   |                                       |
| 9    | Rubio Ñu                 | 1.316    | 79   | 60 | —    | 44   | 35   |                                       |
| 10   | Sportivo Trinidense      | 1.300    | 78   | 60 | —    | 38   | 40   |                                       |
| 11   | 3 de Febrero de CDE      | 1.300    | 39   | 30 | —    | —    | 39   |                                       |
| 12   | Fulgencio Yegros         | 1.266    | 114  | 90 | 49   | 41   | 24   |                                       |
| 13   | Sportivo Iteño           | 1.211    | 109  | 90 | 39   | 34   | 36   |                                       |
| 14   | Ovetense                 | 1.188    | 107  | 90 | 42   | 36   | 29   | Rebaixados à Tercera División de 2020 |
| 15   | R.I. 3 Corrales          | 1.150    | 69   | 60 | —    | 37   | 32   | Rebaixados à Tercera División de 2020 |
| 16   | Deportivo Caaguazú       | 1.077    | 97   | 90 | 41   | 33   | 23   | Rebaixados à Tercera División de 2020 |

## Estatística da temporada

### Artilharia
| Gols | Jogador              | Time                     |
| ---- | -------------------- | ------------------------ |
| 13   | José Verdún          | Guaireña FC              |
| 13   | Gustavo Legal        | Sportivo Trinidense      |
| 11   | Jorge Quintana       | Fernando de la Mora      |
| 11   | Luis Fernández       | Guaireña FC              |
| 10   | Ronald Acuña         | General Caballero de JLM |
| 10   | Diego Zárate         | Resistencia              |
| 9    | Carlos Duarte        | Guaireña FC              |
| 9    | Juan Miguel Martínez | Atyrá FC                 |

## Premiação
| Campeonato Paraguaio de 2019 División Intermedia |
| ------------------------------------------------ |
| Guaireña FC Campeão (1º título)                  |